# Gastrotheca aureomaculata
Gastrotheca aureomaculata é uma espécie de anfíbio da família Hemiphractidae.
É endémica da Colômbia.
Os seus habitats naturais são: regiões subtropicais ou tropicais húmidas de alta altitude, rios, marismas de água doce, jardins rurais e florestas secundárias altamente degradadas.
Está ameaçada por perda de habitat.